# Aleksandr Predke
Aleksandr Aleksandrowicz Predke (ros. Александр Александрович Предке; ur. 5 stycznia 1994 w Dimitrowgradzie) – rosyjski szachista, arcymistrz od 2016 roku. Od kwietnia 2023 r. reprezentant Serbii.

## Kariera szachowa
Dwukrotnie stawał na podium Młodzieżowych Mistrzostw Rosji w szachach – w 2010 roku zdobył złoty medal w grupie wiekowej do lat 16, a w 2014 zdobył srebrny medal w kategorii do lat 20. W sierpniu 2018 roku zajął trzecie miejsce na turnieju arcymistrzowskim Ryskiego Uniwersytetu Technicznego.
Swój najwyższy ranking szachowy osiągnął w listopadzie 2020 – 2696, zajmując ósme miejsce wśród rosyjskich szachistów (stan na wrzesień 2024).